# (1222) Тина
(1222) Тина — астероид главного пояса. Астероид был открыт 11 июня 1932 года бельгийским астрономом Эженом Дельпортом в обсерватории Уккел и назван в честь подруги астронома, которая сама была астрономом-любителем.
Период обращения вокруг Солнца у этого астероида составляет  4,669 земных года. 